# Vácz Jenő
Vácz Jenő (Keszeg, 1914. november 15. – 2003. március 22.) magyar jezsuita pap, a püspökszentlászlói Életrendezés Háza alapítója.

## Pályája

### Tanulmányai
A középiskolát a jezsuiták kalocsai gimnáziumban végezte. Jelentős részben tanárai – Búzna Viktor, Fábry Antal és Alaker György – hatására döntött a papi hivatás mellett. Érettségi után jelentkezett a jezsuita rendbe és 1933 augusztusában a budapesti Manrézába költözött. Itt novíciusként egy ideig Bangha Béla volt a mestere. 1935. augusztus 14-én tette le a jezsuiták örök fogadalmát.
Az 1943–1944-es tanév után néhány hónapig a szászok közé szóródott székelyek szórványpasztorációjában vett részt Szászlekence, Mezőszentmihály, Kerlés, Beszterce környékén.
1945-ben és 1946-ban a kötelező tanulmányok mellett klasszika-filológiát is tanult, ennek köszönhetően élete végéig görögül olvasta a Szentírást. Pappá 1943. június 25-én szentelték Szegeden. Rómában teológiát tanult – két évig a Germanicum-Hungaricum repetitora volt -, majd 1948 és 1951 között Szegeden a Hittudományi Főiskolán teológiát tanított. "Rómában megéltem a kommunista párt erőfeszítéseit, hogy magukhoz ragadják a hatalmat. De Gasperi és Selba kivédték ezt. Hallottuk a híreket, hogy mi folyik itthon" – emlékezett vissza.

### Az üldöztetés évtizedei
A rendek szétszórása után kántor, "zuglelkipásztor" , fizikai munkás volt különböző helyeken. Munkás volt Sövényházán, Kecskeméten, Kiskunfélegyházán, majd Budafokon, az Épületelem Gyárban. Ezután Karácsondon, majd Zaránkon volt kántor.
Többször bebörtönözték: 1955–1956-ban, 1957-ben és 1965 és 1968 között. először Egerben, a Fő utcán tartóztatták le. 1956 februárjában 10 évre, 1965-ben 3 évre ítélték, mindkétszer azzal a váddal, hogy másokkal összeszövetkezve meg akarta volna dönteni a Magyar Népköztársaság törvényes rendjét. "Vácz atyának soha életében nem jutott eszébe, hogy a világon bárki ellen összeesküvést szőjön" – írta róla Hetényi Varga Károly. Az 1956-os forradalom napjaiban a váci fegyházból szabadították ki a többi rabbal együtt. Szécsénken lett a plébános helyettese, de 1957 márciusában megint letartóztatták. A szeptember 24-én tartott tárgyaláson a büntetését letöltöttnek nyilvánították. Ezután több helyen volt kántor: Karácsondon, Zaránkon, Kispesten és Solymáron.
A vándorlás évei után 1965 elején megint letartóztatták, azzal a váddal, hogy részt vett a Rózsa Elemér és társai által szervezett "államellenes összeesküvésben". Márianosztrán raboskodott három évig, 1968 márciusában szabadult. Solymáron lett kántor és pénzbeszedő, 1975 júniusáig. Ekkor az Egyházi Szeretetszolgálat verőcemarosi otthonában vállalt lelkészi munkát.

### Az életrendezés
1982. május 8-án költözött a kelet-mecseki eldugott falucskába, Püspökszentlászlóra került, ahol Német János jezsuita atya halála után, 1983-tól egyedül folytatta az itt élő idős nővérek lelkigondozását és belekezdett a lelkigyakorlatokba fiatalok számára is. Maradandó műve az Életrendezés Háza tervének megalkotása és az e köré szerveződött közösség megalapítása. "Az életrendezés apostola" – írta róla halála után méltatója az Új Emberben.
1986-ban ő kezdi el magyarra fordítani P. Henri Boulad S. J. műveit. Ő maga így nyilatkozott erről az Új Ember Magazin 2001. októberi számában: "1986 őszén tudomást szereztem Henri Boulad, Egyiptomban működő jezsuita atya könyvéről, amelynek címe: A szív okossága. Két nap alatt elolvastam, két hónap alatt magyarra fordítottam, megjelent, majd további nyolc kötet követte. Az ő gondolkodásmódja, meglátásai döntőek voltak számomra."

## Művei
- Világnézetalakítás a nevelésben. Különös tekintettel a Ratio Studiorumra; Pray Rendtörténetíró Munkaközösség, Bp., 1942 (Publicationes ad historiam S. J. in Hungaria illustrandam Lucubrationes)
- Hosszúhetény, Püspökszentlászló; összeáll. Vácz Jenő; Plusz Könyvek, Bp., 1993
- P. Vácz Jenő SJ önéletrajza. Hosszúhetény, 1949. december 15–Püspökszentlászló, 2003. március 22.; s.n., s.l., 2003